# Juan Adolfo I de Sajonia-Weissenfels
Juan Adolfo I de Sajonia-Weissenfels (en alemán, Johann Adolf I. von Sachsen-Weißenfels; Halle, 2 de noviembre de 1649-Weissenfels, 24 de mayo de 1697) fue duque de Sajonia-Weissenfels-Querfurt (1680-1697) y miembro de la Casa de Wettin. Fue el primer hijo de Augusto, duque de Sajonia-Weissenfels, y de su primera esposa, Ana María de Mecklemburgo-Schwerin.

## Ascenso al ducado y continuación de patronazgo
Después de la muerte de su padre el 4 de junio de 1680 y la pérdida del Arzobispado de Magdeburgo (que fue secularizado por Brandeburgo y entregado al Ducado de Magdeburgo), Juan Adolfo dedicó sus primeros esfuerzos en terminar el Schloss Neu-Augustusburg, aún sin terminar, que había sido empezado por su padre en 1660; la construcción del castillo se reanudó el 18 de agosto de 1680.
La consagración de la capilla del castillo tuvo lugar el 1 de noviembre de 1682 y el castillo fue finalmente pavimentado en el año 1694. Antes ya se había construido un gran teatro, que promovió representaciones de ópera en alemán desde 1685.
En su tierra, cerca de la caseta del centinela (Kavaliershaeuser), Juan Adolfo creó el jardín formal más importante en la Alemania central de su época. En 1690, se construyeron conducciones para suministrar agua al complejo del castillo desde la zona de Selauer. La ciudad de Weissenfels prosperó hasta el punto de que se convirtió no solamente en centro administrativo, sino también económico. 
Juan Adolfo fue un mecenas de las artes siguiendo el ejemplo de su padre y otros miembros de su familia; como Kapellmeister de la corte nombró a Johann Philipp Krieger, que ya había trabajado para el duque anterior. Juan Adolfo también descubrió el talento musical del hijo de su cirujano de corte, Georg Händel, y le animó a que permitiera al joven Georg Friedrich formarse como músico. 
Como su padre (que había servido como su jefe), Juan Adolfo fue aceptado en la Sociedad Fructífera. 

### Controversia sobre la herencia Barby
Cuando el condado de Rosenburg pasó al arzobispado de Magdeburgo en 1659 después de la extinción de la línea masculina de los condes de Barby, el padre de Juan Adolfo, el duque Augusto, siguió administrando estas zonas (que no eran parte de su patrimonio) a pesar de las protestas de los electores de Brandeburgo y de Sajonia, quienes deseaban esas tierras de acuerdo con los términos de la paz de Westfalia. 
En 1666, el elector de Sajonia finalmente consintió en entregar Barby y Rosenberg al duque Augusto hasta la extinción de la línea Weissenfels. Después de la muerte del duque, Barby fue heredado por su hijo menor, Enrique. Juan Adolfo, quien vio su herencia reducida por su padre, protestó. Después de la muerte de su padre, Juan Adolfo se volvió al elector de Brandeburgo para obtener una declaración de nulidad por el contrato de compraventa que entregaba Rosenberg. En abril de 1681 fue vendido por 60.000 táleros al elector Federico III de Brandeburgo. Debido a las deudas acumuladas por su padre, Juan Adolfo se vio obligado en 1687 a vender Burg bei Magdeburg.

### Disputa con el electorado de Sajonia
Después de la muerte del elector Juan Jorge II de Sajonia en 1680, el testamento de su padre Juan Jorge I fue disputado por el nuevo elector, Juan Jorge III, en relación con los infantazgos de sus hijos menores; rechazó reconocer los principados y las líneas colaterales de sus primos. Esto proporcionó ciertas dificultades a Juan Adolfo después de que reconociera la amenaza procedente del electorado sajón a sus propios territorios. El conflicto solamente podía terminar con el Contrato de Torgau (12 de mayo de 1681) y otros dos contratos firmados en Dresde en 1682 y 1688; con estos pactos, Juan Adolfo aseguró su gobierno sobre Querfurt y su sitio en el Consejo de la Alta Sajonia (Kreistag).
A su muerte, sus tres hijos supervivientes, Juan Jorge, Cristián y Juan Adolfo II, asumieron sucesivamente el gobierno del ducado de Sajonia-Weissenfels.

## Matrimonios y descendencia
En Altemburgo el 25 de octubre de 1671, Juan Adolfo se casó con Juana Magdalena de Sajonia-Altemburgo. Tuvieron once hijos:
1. Magdalena Sibila (Halle, 3 de septiembre de 1673-Eisenach, 28 de noviembre de 1726), se casó el 28 de julio de 1708 con Juan Guillermo III, duque de Sajonia-Eisenach.
2. Augusto Federico (Halle, 15 de septiembre de 1674-ibidem, 16 de agosto de 1675).
3. Juan Adolfo (Halle, 7 de junio de 1676-ib., 18 de junio de 1676).
4. Juan Jorge (Halle, 13 de julio de 1677-Weissenfels, 16 de marzo de 1712), duque de Sajonia-Weissenfels.
5. Hijo nonato (Halle, 24 de julio de 1678).
6. Juana Guillermina (Halle, 20 de enero de 1680-ib., 4 de julio de 1730).
7. Federico Guillermo (Weissenfels, 18 de enero de 1681-ib., 20 de noviembre de 1681).
8. Cristián (Weissenfels, 23 de febrero de 1682-Sangerhausen, 28 de junio de 1736), duque de Sajonia-Weissenfels.
9. Ana María (Weissenfels, 17 de junio de 1683-Sorau, 16 de marzo de 1731), se casó el 16 de junio de 1705 con el conde Erdmann II de Promnitz.
10. Sofía (Weissenfels, 2 de agosto de 1684-Rosswald, Silesia, 6 de mayo de 1752), se casó primero el 16 de octubre de 1699 con Jorge Guillermo, margrave de Brandeburgo-Bayreuth, y en segundo lugar el 14 de julio de 1734 con José Alberto, conde de Hoditz y Wolframitz.
11. Juan Adolfo II (Weissenfels, 4 de septiembre de 1685-Leipzig, 16 de mayo de 1746), duque de Sajonia-Weissenfels.

Después de la muerte de su esposa en 1686, Juan Adolfo se casó por segunda vez en Querfurt el 3 de febrero de 1692 con Christiane Wilhelmine de Bünau. Este matrimonio fue morganático y realizado solo por contrato; el cumplimiento del matrimonio a presencia de un sacerdote se dejaba a su discreción. Juan Adolfo le dio 6.000 táleros como Morgengabe y una renta anual de 3.000 táleros, así como el uso del Schloss Dahme como su residencia. Advirtió a sus hijos de que le mostraran el respeto debido, y que en caso de que este matrimonio produjera algún hijo, haría más divisiones de las tierras familiares. Después de cinco años de matrimonio, Christiane Wilhelmine fue nombrada condesa imperial (Reichgräfin) en 1697 a petición de su esposo. No tuvieron hijos.